# Nettapus
Nettapus – rodzaj ptaków z podrodziny sterniczek (Erismaturinae) w obrębie rodziny kaczkowatych (Anatidae).

## Rozmieszczenie geograficzne
Rodzaj obejmuje gatunki występujące w Afryce, Azji, Australii i na Nowej Gwinei.

## Morfologia
Długość ciała 27–38 cm, rozpiętość skrzydeł 48–60 cm; masa ciała samców 255–495 g, samic 185–439 g.

## Systematyka
Rodzaj zdefiniował w 1836 roku niemiecki przyrodnik Johann Friedrich von Brandt w publikacji własnego autorstwa poświęconej opisowi i ilustracjom nowych lub mniej znanych rosyjskich zwierząt. Gatunkiem typowym jest (oznaczenie monotypowe) kaczuszka afrykańska (N. auritus).

### Etymologia
- Nessarius: gr. νησσαριον nēssarion ‘kaczuszka’, od zdrobnienia νησσα nēssa ‘kaczka’[11].
- Nettapus (Nettopus, Nettepus):  gr. νηττα nētta ‘kaczka’; πους pous, ποδος podos ‘stopa’; dawniej uważano, że kaczuszka afrykańska ma nogi i ciało kaczki, a dziób i szyję gęsi[12].
- Anserella:  nowołac. anserella ‘mała gęś, gąska’, od zdrobnienia łac. anser, anseris ‘gęś’ (por. łac. anserculus ‘mała gęś, gąska’; średniowiecznołac. anserulus ‘gąsiątko’)[13].
- Cheniscus: gr. χηνισκος khēniskos ‘mała gęś, gąska’, od zdrobnienia χην khēn, χηνος khēnos ‘gęś’[14]. Gatunek typowy (oryginalne oznaczenie): Anas coromandeliana J.F. Gmelin, 1789.
- Microcygna (Mycrocygna): gr. μικρος mikros ‘mały’; łac. cygnus ‘łabędź’, od gr. κυκνος kuknos ‘łabędź’[15]. Gatunek typowy (oryginalne oznaczenie) : Anas coromandeliana J.F. Gmelin, 1789.

### Podział systematyczny
Do rodzaju należą następujące gatunki:
- Nettapus coromandelianus (J.F. Gmelin, 1789) – kaczuszka azjatycka
- Nettapus auritus (Boddaert, 1783) – kaczuszka afrykańska
- Nettapus pulchellus Gould, 1842 – kaczuszka australijska